# Tom Stith
Thomas Alvin Stith, detto Tom (Emporia, 21 gennaio 1939 – Long Island, 13 giugno 2010), è stato un cestista statunitense, professionista nella NBA.
Era il fratello di Sam Stith.

## Carriera
Venne selezionato dai New York Knicks al primo giro del Draft NBA 1961 (2ª scelta assoluta).

## Palmarès
- NCAA AP All-America First Team (1961)
- NCAA AP All-America Second Team (1960)
- Campione EPBL (1965)